# Pseudatemnus lawrencei
Genre
Espèce
Pseudatemnus lawrencei, unique représentant du genre Pseudatemnus, est une espèce de pseudoscorpions de la famille des Withiidae.

## Distribution
Cette espèce est endémique du Cap-Occidental en Afrique du Sud. Elle se rencontre vers Riviersonderend.

## Description
La femelle holotype mesure 2 mm.

## Étymologie
Cette espèce est nommée en l'honneur de Reginald Frederick Lawrence.

## Publication originale
- Beier, 1947 : Zur Kenntnis der Pseudoscorpionidenfauna des südlichen Afrika, insbesondere der südwest- und südafrikanischen Trockengebiete. Eos, Madrid, vol. 23, p. 285-339 (texte intégral).